# Bogdan Brukner
Bogdan Brukner (Zagreb, 13. maj 1931 — Sremska Kamenica, 8. januar 2006) bio je arheolog, akademik i profesor na Filozofskom fakultetu u Novom Sadu.

## Biografija
U Beogradu je završio osnovnu školu i gimnaziju. Takođe u Beogradu, na Filozofskom fakultetu, 1954. godine diplomirao je arheologiju. Doktorsku disertaciju „Neolit u Vojvodini“, odbranio je na ovom fakultetu 1965. godine. Kao kustos u Vojvođanskom muzeju u Novom Sadu, bio je zaposlen osam godina (od 1960 do 1968). Za naučnog saradnika na Institutu za izučavanje istorije Vojvodine, izabran je 1968. godine, a te godine počeo je i da predaje arheologiju na Filozofskom fakultetu u Novom Sadu kao docent. Godine 1972. je izabran za višeg naučnog saradnika Istorijskog instituta. Kao vanredni profesor počeo je da predaje 1973. godine , a kao redovni 1984. godine. 
Tokom 1971. i 1972. godine je kao stipendista Humbeltove fondacije boravio u SR Nemačkoj, na kome je radio na temi „Panonija i srednja Evropa u neolitu“. U publikaciji „Die illustrierte Weltgeschichte der Archäologie” u Minhenu (1979), objavljen je deo ovih is-traživanja.
U Berkliju u SAD, na odseku za antropologiju, održao je nekoliko predavanja o problematici neolita i eneolita između decembra 1979. i februara 1980. godine. Predavanja je takođe držao i na Institutu za praistoriju i ranu istoriju na “Slobodnom univerzitetu” u Zapadnom Berlinu, u zimskom semestru 1981/90. Između 1970. i 1991. držao je predavanja u Njujorku, Los Anđelesu, i u većim evropskim centrima: Kelnu, Krakovu, Minhenu, Bazelu, Cirihu, Bernu itd. Pored ovih predavanja, učestvovao je i na kongresima, simpozijumima i “okruglim stolovima” u Austriji, Bugarskoj, Češkoj, Slovačkoj, Ggruziji, Rumuniji, Mađarskoj, SAD, Francuskoj, Italiji, Ne-mačkoj, Holandiji i Švajcarskoj. 
22. novembra 1984. godine, izabran je za dopisnog, a 12. decembra 1991. za redovnog člana VANU. Funkciju predsednika izdavačkog saveta VANU, obavljao je od 1983. do 1988. godine. Za redovnog člana SANU, primljen je 29. maja 1991. godine. Bio je aktivan učesnik u radu stručnih arheoloških istraživanja u Jugoslaviji i inostranstvu. Bio je i član Pripremnog komiteta za formiranje Arheološkog društva Evrope (ASE).
Kao naučnik, bavio se istraživanjima u oblasti praistorijske arheologije, sa naznakom na zemljo-radničke i stočarske zajednice panonskog i balkanskog prostora. Rani i pozni neolit balkanskog i srednjevropskog basena je oblast čijim se istraživanjima najviše bavio.
U okviru saradnje Mađarske akademije nauka i Vojvođanske akademije nauka i umetnosti, bio je rukovodilac jugoslovenskog dela teme „Rane zemljoradničko-stočarske zajednice u Panoniji“. U jugoslovensko-američkom arheološkom projektu istraživanja kod sela Opovo, takođe je bio rukovodilac u jugoslovenskom delu. Sa N. Tasićem i B. Jovanovićem, dobitnik je Oktobarske nagrade Novog Sada za knjigu „Prais-torija Vojvodine“ (1974).

## Bibliografija

### Monografija i knjige
- Archeologia«, cultura e civilta del passato nel mongo europeo ed extraeuropeo, Mondadori, Verona 1978 (Grupa autora); Contribution Bogdan Brukner, 101-118
- Balkan i srednja Evropa u praistoriji, (Der Balkan und Mitteleuropa in der Urgeschichte Aehnlichkeiten und Unterschiede in der Entwicklung, u Akademske Besede, Knjiga 35, VANU,Novi Sad, 1992, 9-48
- Die illustrierte Weltgeschichte der Archaeologie, Suedwest-Verlag, Muenchen, 1979, 101-119
- Koeroes grupa, u Praistorija jugoslovenskih zemalja, (Die Körös Gruppe, Urgeschichte der jugoslawischen Laender) Bush II (Neolithikum), Sarajevo 1979 (Grupa autora); Contribution Bogdan Brukner, 213-226.
- Neolit u Vojvodini, (Das Neolithikum in der Vojvodina), u Dissertationes, V, Beograd-Novi Sad 1968, T. I-VII, 9-95.
- Praistorija Vojvodine (Die Urgeschichte Vojvodinas); Monumenta Archaeologica, I, Novi Sad 1974 – Doprinos Bogdan Bruknera, 1-152, 337-364
- Praistorija, Arheološki deo, u Istorija medicine i zdravstvene kulture na tlu današnje Vojvodine, Tome I tom, Novi Sad 1994,(Grupa autora), Contribution Bogdan Brukner, 11-37
- Praistorijske i protoistorijske kulture Vojvodine (pilot volume), SANU, Ogranak u Novom Sadu, Novi Sad 2004, doprinos Bogdan Bruknera, 9-32.

## Spoljašnje veze
- Biografija na sajtu SANU